# Appel du vide

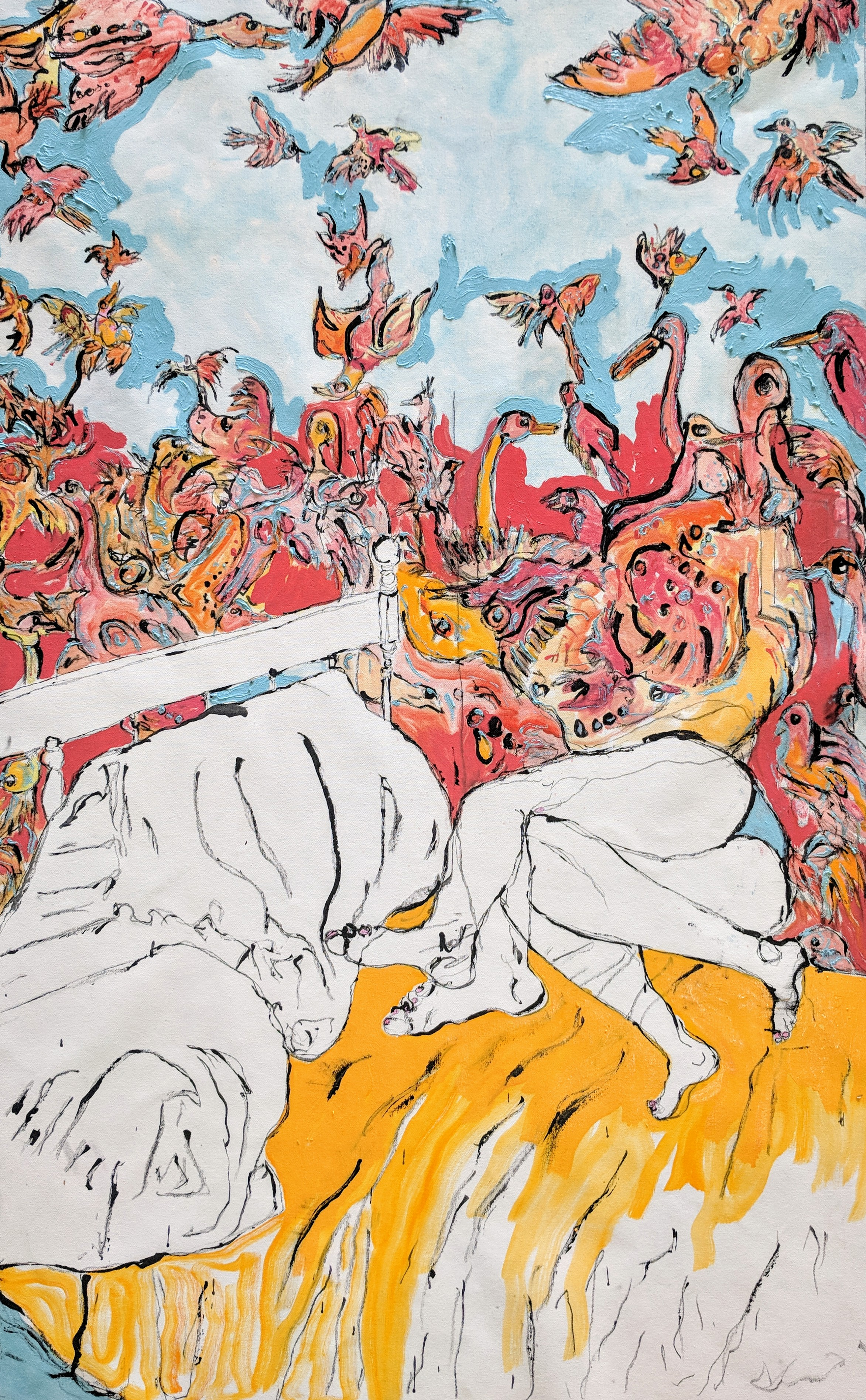
L'Appel du Vide de Gretchen Andrew, 2018.

L’Appel du vide est une expression employée pour décrire l’impulsion ou la pensée intrusive, souvent brève, qui traverse l’esprit d’une personne lorsqu’elle se trouve face à une situation potentiellement dangereuse. Un exemple courant est l’idée soudaine et non désirée de sauter dans le vide lorsque l’on se tient en haut d’une falaise ou d’un bâtiment élevé. Bien qu’il puisse sembler lié à des envies suicidaires, l’« appel du vide » est généralement considéré comme un phénomène normal et ne traduit pas nécessairement une volonté réelle de se faire du mal. En psychologie anglophone, il est souvent rapproché du concept de High Place Phenomenon.

## Étymologie et définition
Le terme Appel du vide traduit de manière imagée la sensation ou le « frisson » qui peut être ressenti au bord d’un précipice ou lors d’autres situations dangereuses, comme l’envie fugace de tirer le volant de sa voiture dans le sens opposé de la route.
Malgré la force de l’expression, les chercheurs soulignent que la plupart des individus qui ressentent ce « signal » n’éprouvent pas de désir actif de se blesser. Au contraire, ce phénomène est souvent associé à la conscience du danger, déclenchant un surcroît d’adrénaline et une prise de conscience accrue de la nécessité de se protéger.

## Interprétations psychologiques

### Auto-préservation et vigilance accrue
Plusieurs psychologues suggèrent que l’« appel du vide » résulterait d’un mécanisme d’auto-préservation. Selon cette hypothèse, le cerveau évalue les risques et produit cette pensée intrusive pour rappeler à l’individu la nécessité de rester vigilant.
- Cette idée se rapproche de la notion de « vérification » du danger : le cerveau lancerait un signal paradoxal (l’impulsion) qui, en réalité, sert de rappel à la prudence[4].

### Pensées intrusives
Sur le plan clinique, l’« appel du vide » est parfois classé parmi les pensées intrusives, qui sont des idées ou des images surgissant de manière involontaire dans le flux de la conscience. La plupart de ces pensées, y compris celles liées à l’appel du vide, ne conduisent pas à l’acte et restent sans conséquence directe sur le comportement.

### Littérature scientifique anglophone: High Place Phenomenon
Dans la littérature scientifique anglophone, l’« appel du vide » est souvent comparé au High Place Phenomenon (littéralement « phénomène du lieu élevé »). Ce phénomène est lui-même classé parmi les phobies d'impulsion, soit des pensées intrusives similaires à une pulsion soudaine, parfois brutale.

## Fréquence et impact
Selon certaines estimations empiriques, une part significative de la population vivrait à un moment ou un autre cette forme de pensée intrusive. Dans une étude menée en 2020, 60 % des participants n'ayant pas de trouble psychologique ont déclaré avoir déjà vécu l'appel du vide. Pour la majorité des personnes, l’« appel du vide » demeure un phénomène isolé ; il disparaît en quelques secondes et n’occasionne pas de détresse durable. Cependant, chez certains individus prédisposés à l’anxiété ou à la dépression, l’intensité de cette pensée peut contribuer à accroître l’angoisse ou à amplifier la peur du passage à l’acte. 

## Représentations culturelles
Le concept d’« appel du vide » apparaît parfois dans la littérature, la philosophie ou encore les arts. Il peut être décrit sous forme de « vertige » ou de tentation paradoxale face au danger. Par exemple, dans le domaine littéraire, de nombreux auteurs – français en particulier – évoquent cette impulsion poétique, associée tantôt à la fascination pour l’inconnu, tantôt à l’attrait du vide.